# جيليان فوستر
جيليان فوستر (بالإنجليزية: Gillian Foster)‏ (28 أغسطس 1976 بأستراليا - ) هي لاعبة كرة قدم أسترالية في مركز الوسط، شاركت في الألعاب الأولمبية الصيفية 2004. وشاركت مع منتخب أستراليا لكرة القدم. أما مع النوادي، فقد لعبت مع Central Coast Mariners FC (women) ‏.

## وصلات خارجية
- جيليان فوستر على موقع الاتحاد الدولي (مؤرشف)  (الإنجليزية)
- جيليان فوستر على موقع قاعدة بيانات كرة القدم.إي يو (الإنجليزية)
- جيليان فوستر على موقع أوليمبيديا (الإنجليزية)
- جيليان فوستر على موقع اللجنة الأولمبية الأسترالية (الإنجليزية)